# Salgótarjáni Tűzoltóság

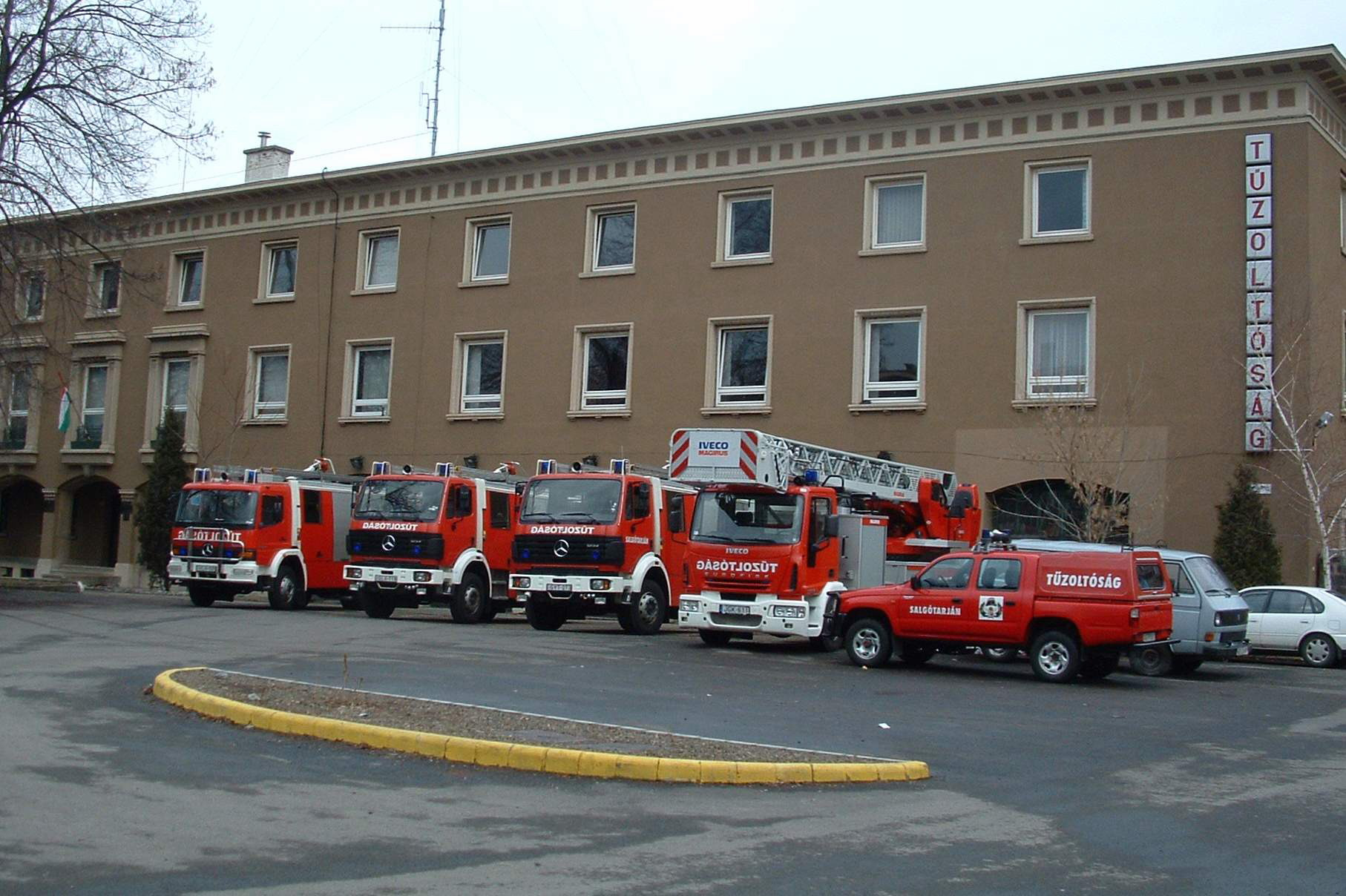
Salgótarjáni tűzoltóság épülete

## Története
A levéltári adatok alapján Weisenbacher János 1885-ben önkéntesekből alapította meg Salgótarján első hivatalos tűzoltótestületét. Salgó-Tarján nagyközség képviselő testülete 1888. augusztus hó 16-án rendkívüli közgyűlésén megtárgyalta az előzőekben 30 napi közszemlére kitett 127/888 kgysz. határozatot az első tűzoltó szertár építéséről.
Az akkori Önkéntes Tűzoltó Egyletben még kereskedők, munkások és önként jelentkező gazdálkodók látták el a tűzvédelmet. Az egylet alapítója és első parancsnoka Weisenbacher János konyakgyáros, földbirtokos volt.
1890-ben a belügyminisztérium a Salgó-Tarjáni Tűzoltó Egyletet erkölcsi és anyagi támogatásban is részesíttette. Salgó-Tarján nagyközség 1929-ben meghozott határozatával Czirbesz Istvánt nevezte ki a Salgótarjáni Önkéntes Tűzoltótestület parancsnokának, melyről 1930-ban miniszteri jóváhagyás született.
A II. világháborút követően a tűzvédelem kérdésének fontossága megkövetelte a központi irányítás felállítását. 1947-ben megalapították az Országos Tűzoltó-parancsnokságot, melyet a Belügyminisztérium irányítása alá soroltak. Az 5.090/1948 korm. számú rendelettel minden önkéntes tűzoltó testületet állami irányítás alá helyeztek. Ezzel egyidőben állami rendelet alapján épült meg azonos terv szerint a békéscsabai, veszprémi és salgótarjáni tűzoltólaktanya. Mai formája műemlék jelleggel őrzi eredeti arculatát.
Napjainkban is itt állnak készenlétben a hivatásos tűzoltók, 24 órás szolgálatot ellátva. S bár hosszú évek múltak el az első tűzoltómozgalom megalakulása óta, a tűzoltók feladata ugyanaz: segíteni a bajba jutottakon, állandó készenlétben várva a riasztást.

## Cím
- 3100 Salgótarján, Szent Flórián tér 1.
- Weboldal: http://www.tuzoltosagsalgotarjan.hu%5B%5D